# Parc fermé

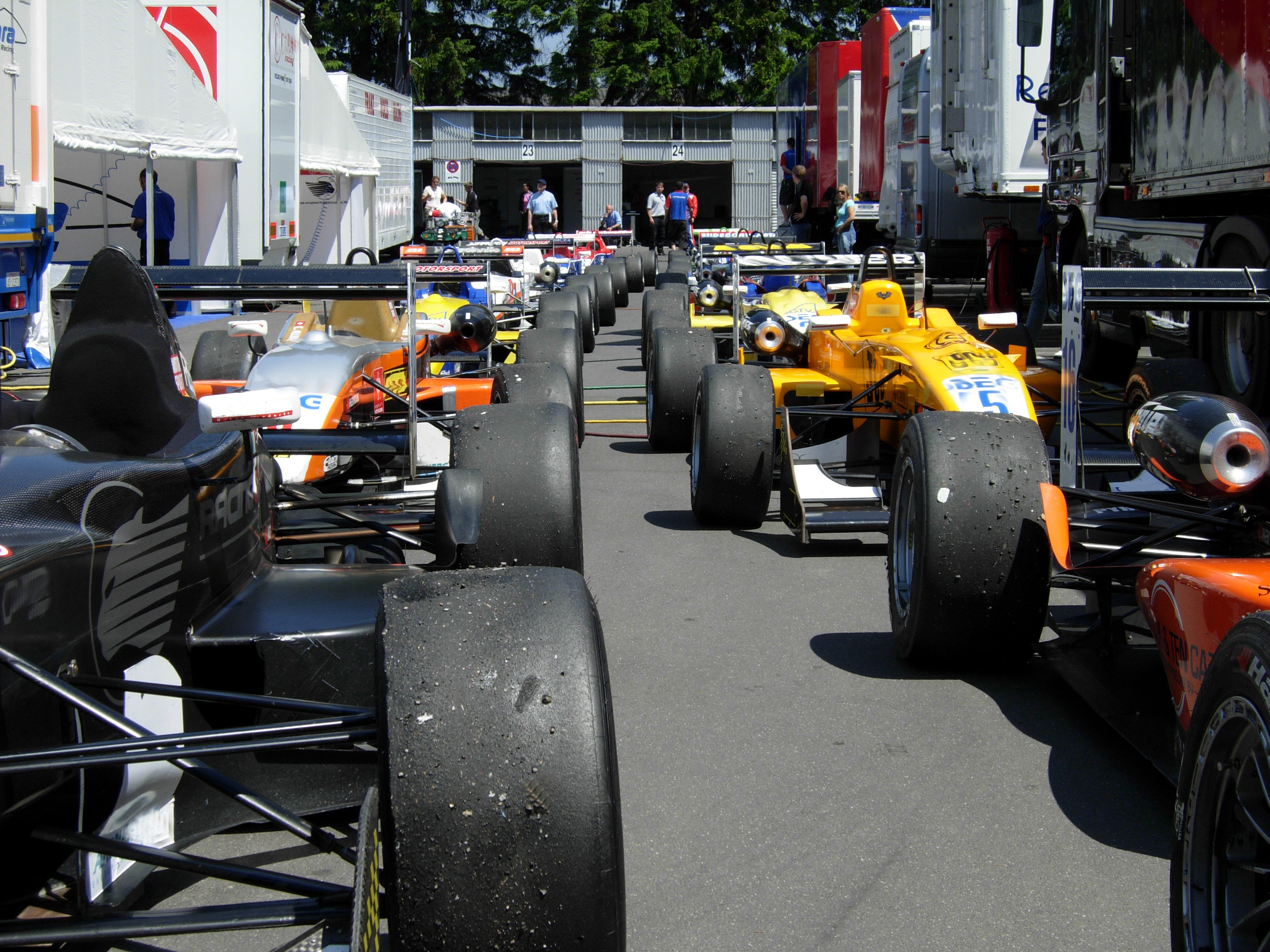
Parc fermé de Formule 3 en 2006.

En sports mécaniques, le parc fermé désigné une zone sécurisée aux abords d'un circuit dans laquelle les voitures sont ramenées avant la course ou immédiatement après la course,,,,,.
Selon la réglementation FIA en Formule 1, la zone doit être suffisamment grande et sécurisée pour éviter tout accès non autorisé aux voitures, tout en permettant des contrôles techniques par les commissaires de course. Les voitures doivent être placées dans le parc fermé dans les trois heures et demi suivant la fin des qualifications jusqu'à cinq heures avant le début du tour de chauffe.
Les seules exceptions acceptées sont lors d'un changement des conditions climatiques, où le directeur de course donnera aux équipes la permission d'apporter les modifications appropriées à leurs voitures, ou dans le cas d'accidents graves compromettant l'intégrité de la voiture.